# Filippa z Armenii
Filippa z Armenii (ur. 1183, zm. przed 1219) – cesarzowa bizantyńska, druga żona Teodora I Laskarysa (1204-1222).

## Życiorys
Była córką króla Armenii Rubena III. 24 listopada 1214 roku została drugą żoną Teodora I Laskarysa, cesarza nicejskiego w latach 1204-1222. Małżeństwo to zostało anulowane rok później, a ich wspólny syn Konstantyn został wydziedziczony. 